# Marjorie Elizabeth Jane Chandler
Marjorie Chandler (1897–1983) fue una naturalista, algóloga, y destacada paleobotánica inglesa, quién hizo su reputación como científica tras una sociedad larga con su colega Eleanor Mary Reid, como investigadora asistente.

## Biografía
Marjorie nació en Leamington Spa del joyero, Frederick Augustus y de Alice Roberts. En 1915, Marjorie obtuvo una beca para el Newnham College, después de asistir ak Instituto Leamington. En 1919, por la Universidad de Cambridge obtuvo la licenciatura en ciencias naturales. Al año siguiente, fue contratada como investigadora asistente de Eleanor Mary Reid. 
Reid fue una de las cuatro mujeres que se convirtieron en miembros de la Sociedad Geológica de ese año la base de Reid estaba en Milford-on-Sea desde donde trabajaba y donde establecieron una asociación científica de por vida. Así, en 1920, comenzaron sus mutuas colaboraciones, llevándolas a dos monografías monumentales sobre la Flora de la era cenozoica en el Reino Unido. Además "Flora Bembridge sobre la flora del Oligoceno", especialmente en la isla de Wight, en poder del Museo de Historia Natural de Londres, y "Flora de Londres del Eoceno", de 1933, Considerada un clásico de la paleobotánica, con los cambios en la flora y el clima en la historia de la era terciaria.
Chandler y Reid investigaron plantas prehistóricas, usando las colecciones del British Museum. Después de seis años publicaron  Bembridge Flora  una descripción extensa de las plantas Cainozoicas y particularmente esas que crecían históricamente en la isla de Wight. Su segundo volumen fue publicado por los dos compañeros en 1933 y eso les hizo analizar plantas fosilizadas en arcilla de Londres. El ático de Reid era su laboratorio; y, Chandler soportaba los helados inviernos, y los calurosos veranos. Reid describió las cambiantes condiciones climáticas en el período terciario utilizando los restos de la flora cambiante, observada en los diferentes minerales envejecidos. Esto dio nueva evidencia de los cambios evolutivos que tienen lugar dentro de esas plantas. Los estudios de Reid y Chandler mostraron que la tierra ahora conocida como Londres había sido parte de un bosque tropical. Reid fue reconocida por este trabajo, siendo galardonada con la Medalla Lyell en 1936 por la Sociedad Geológica.
A partir de 1933, Chandler tomó el foco de centrarse en floras terciarias, aunque Reid continuó apoyándola y para escribir un artículo corto ocasional. Las finanzas de Chandler dependían de una pequeña subvención del British Museum que se otorgaban cada año. Chandler obtuvo su maestría en 1948. Chandler fue reconocida internacionalmente al extender el trabajo que ella y Reid habían hecho como socios de otros aspectos de los períodos Eoceno y Oligoceno. La propia investigación de Chandler describió las plantas históricas de Dorset y Bournemouth y creó un suplemento a la "Flora de Londres" que llevaba a cientos de páginas. Una notable publicación de ella fue "The Lower Tertiary Floras of Southern England", que publicó en 1961.
Chandler se convirtió en la enfermera de Reid, hasta que murió en 1953, en Milford-on-Sea.
Chandler se retiró; y, murió en Swindon en 1983.
- La abreviatura «M.Chandler» se emplea para indicar a Marjorie Elizabeth Jane Chandler como autoridad en la descripción y clasificación científica de los vegetales.[6]